# Henry Marshall (Politiker)
Henry Marshall (* 28. Dezember 1805 in Darlington County, South Carolina; † 13. Juli 1864 im De Soto Parish, Louisiana) war ein amerikanischer Politiker.
Marshall bekleidete einen Sitz im Senat von Louisiana. Ferner war er 1861 Delegierter beim Sezessionskonvent von Louisiana. Danach wurde er in den Provisorischen sowie den ersten Konföderiertenkongress gewählt.
Er starb 1864 im De Soto Parish und wurde auf dem Trinity Cemetery nahe Gloster beigesetzt.